# Circonscription de Soissons (1875-1885)
Pour les articles homonymes, voir Circonscription de Soissons.
La circonscription de Soissons est une ancienne circonscription législative de l'Aisne sous la Troisième République de 1875 à 1885.

## Description géographique et démographique
La circonscription de Soissons regroupe l'ensemble de l'arrondissement de Soissons. Elle était l'une des 8 circonscriptions législatives du département de l'Aisne.
Elle regroupait les divisions administratives suivantes : le canton de Braisne, le canton d'Oulchy-le-Château, le canton de Soissons, le canton de Vailly, le canton de Vic-sur-Aisne et le canton de Villers-Cotterêts.
La 16 juin 1885 supprime la circonscription avec la disparition du scrutin uninominal à deux tours par arrondissement pour l'introduction du scrutin de liste à deux tours dans le cadre du département.
Après l'introduction de ce nouveau système pour les élections législatives de 1885, celui-ci disparaît pour élections suivantes de 1889 avec le rétablissement du scrutin uninominal à deux tours. La circonscription est recrée dans les mêmes limites par la loi du 13 février 1889.

## Historique des députations
| Législature      | Début           | Fin             | Député            | Parti / Idéologie | Parti / Idéologie  | Observation                                        |
| ---------------- | --------------- | --------------- | ----------------- | ----------------- | ------------------ | -------------------------------------------------- |
| Ire législature  | 8 mars 1876     | 25 juin 1877    | Victor Deviolaine |                   | Constitutionnels   | Conseiller général d'Oulchy-le-Château (1871-1913) |
| IIe législature  | 7 novembre 1877 | 27 octobre 1881 | Étienne Choron    |                   | Constitutionnels   | Maire de Soissons (1878-1881)                      |
| IIIe législature | 28 octobre 1881 | 9 novembre 1885 | Antoine Ringuier  |                   | Union républicaine | Conseiller général de Braisne (1873-1888)          |

## Historique des résultats

### Élections de 1876
Les élections législatives françaises de 1876 ont eu lieu le 20 février et le 5 mars 1876.
|                | Victor Deviolaine | Constitutionnel | 9 147  | 60,37  |  |  |
|                | Étienne Choron    | Centre gauche   | 6 005  | 39,63  |  |  |
|                |                   |                 |        |        |  |  |
| Inscrits       | Inscrits          | Inscrits        | 18 424 | 100,00 |  |  |
| Abstentions    | Abstentions       | Abstentions     | 3 160  | 17,15  |  |  |
| Votants        | Votants           | Votants         | 15 264 | 82,85  |  |  |
| Blancs et nuls | Blancs et nuls    | Blancs et nuls  | 112    | 0,73   |  |  |
| Exprimés       | Exprimés          | Exprimés        | 15 152 | 99,27  |  |  |

### Élections de 1877
Les élections législatives françaises de 1877 ont eu lieu le 14 et 28 octobre 1877.
|                  | Étienne Choron     | Centre gauche   | 8 706  | 53,34  |  |  |
|                  | Victor Deviolaine* | Constitutionnel | 7 616  | 46,66  |  |  |
|                  |                    |                 |        |        |  |  |
| Inscrits         | Inscrits           | Inscrits        | 18 424 | 100,00 |  |  |
| Abstentions      |                    |                 |        |        |  |  |
| Votants          |                    |                 |        |        |  |  |
| Blancs et nuls   |                    |                 |        |        |  |  |
| Exprimés         | Exprimés           | Exprimés        | 16 322 |        |  |  |
| * député sortant |                    |                 |        |        |  |  |

### Élections de 1881
Les élections législatives françaises de 1881 ont eu lieu les 21 août et 4 septembre 1881.
|                  | Antoine Ringuier | Union républicaine | 8 114  | 53,82  |  |  |
|                  | Louis Salanson   | Monarchiste        | 4 652  | 30,86  |  |  |
|                  | Étienne Choron*  | Républicain modéré | 2 309  | 15,32  |  |  |
|                  |                  |                    |        |        |  |  |
| Inscrits         | Inscrits         | Inscrits           | 18 903 | 100,00 |  |  |
| Abstentions      | Abstentions      | Abstentions        | 3 635  | 19,23  |  |  |
| Votants          | Votants          | Votants            | 15 268 | 80,77  |  |  |
| Blancs et nuls   | Blancs et nuls   | Blancs et nuls     | 193    | 1,26   |  |  |
| Exprimés         | Exprimés         | Exprimés           | 15 075 | 98,74  |  |  |
| * député sortant |                  |                    |        |        |  |  |